# Чернявский, Евгений Александрович (профессор)
Евгений Александрович Чернявский (08 октября 1927, Ленинград — 03 июня 2006, Санкт-Петербург) — кандидат технических наук, доктор технических наук, профессор, специалист в области теории и принципов построения гибридных вычислительных и измерительно-вычислительных устройств и комплексов, анализа информационных процессов. Изобретатель СССР. Участник ВОВ.

## Биография
В годы Великой Отечественной войны, работал в НИИ телефонной связи в блокадном Ленинграде, после 1942 года поступил на службу в 376-й отдельный батальон связи в качестве вольнонаемного. На службе обслуживал Ленинградскую междугородную телефонную станцию. После окончания (1947) Ленинградского морского арктического училища направлен в в/ч № 77927 1-го Главного управления при СМ СССР.  В 1955 году окончил ЛЭТИ по специальности «ПУС».  Участвовал в разработке летных испытаний бортового комплекса «СПИ-ЗМ»  государственной системы «Меридиан». С 1957 г. работал в Санкт-Петербургском государственном электротехническом университете «ЛЭТИ» им. В.И. Ульянова (Ленина) аспирантом, доцентом (1963),  декан (1974–1980) ФПКП, заведующий (1979–1997) кафедрой ИИТ, профессор кафедры ИИТ (с 1997 г.), декан ФПА (1991–1997), руководитель Центра довузовской подготовки (1997–2005).

Могила Чернявского на Серафимовском кладбище Санкт-Петербурга.

## Награды
- Звание «Заслуженный деятель науки и техники РСФСР» (1988)
- «Заслуженный профессор СПбГЭТУ» (2005)
- Ордена «Знак Почета» (1976)
- Медаль: «За оборону Ленинграда»
- Медаль: «50 лет Победы в ВОВ 1941–1945 гг.»
- Медаль: «300 лет Российскому флоту»